# UTC+4:30
UTC + 4:30 ou Horário de Cabul é o fuso horário onde o horário local é contado a partir de mais quatro horas e trinta minutos do horário do Meridiano de Greenwich.
Longitude ao meio: 67º 30' 00" L

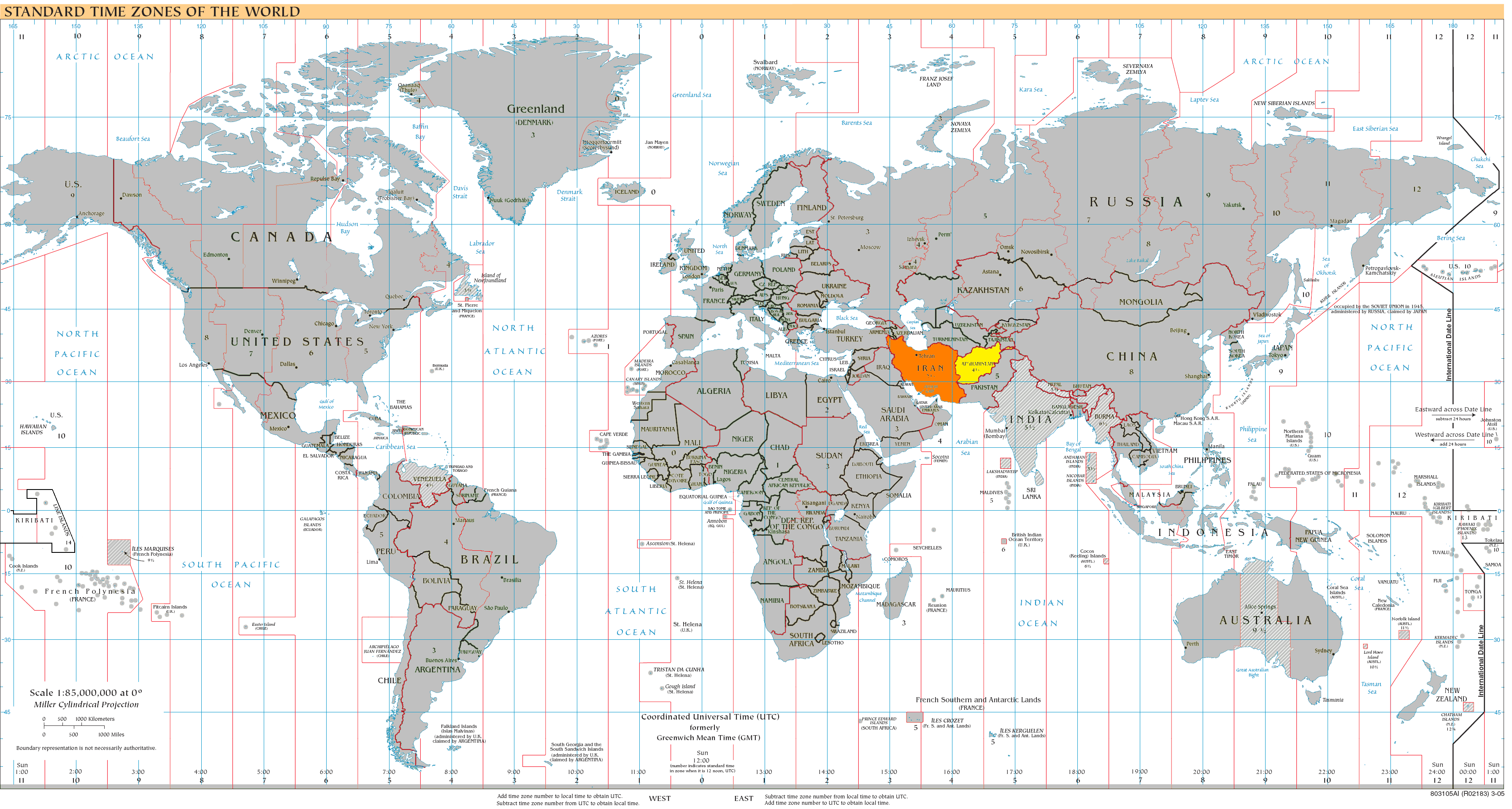
Mapa contendo as variações de tempo de acordo com a longitude, com a UTC+4:30 em destaque (Afeganistão em Amarelo)

Este fuso horário é apenas pelo Afeganistão. O Irã, que também utilizava esse mesmo fuso, deixou de usá-lo desde o dia 22 de setembro de 2022.

## Tempo padrão (o ano todo)
- Afeganistão[2]